# Phryganopteryx lemairei
Phryganopteryx lemairei là một loài bướm đêm thuộc phân họ Arctiinae, họ Erebidae.